# Fédération socialiste ouvrière de Salonique

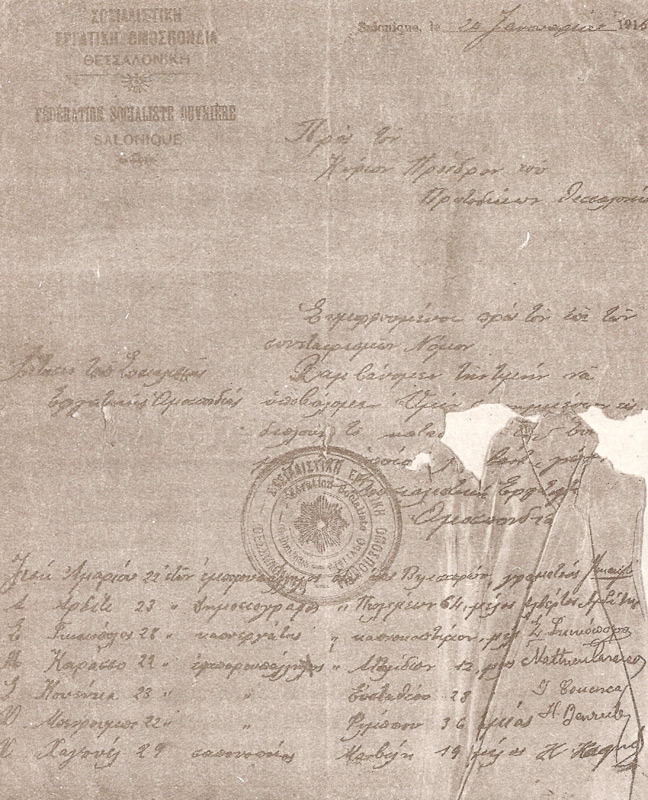
« Fédération socialiste ouvrière » (Φεντερασιόν en grec) : la requête officielle par laquelle le parti demande à être reconnu auprès des autorités judiciaires grecques en 1916.

La Fédération socialiste ouvrière de Salonique (Judéo-espagnol : פ'ידיראסייון סוסייאליסטה לאב'וראדירה, romanized: Federasion Sosialista Lavoradera , abrégé en Federasion, bulgare : Социалистическа работническа федерация, grec moderne : Σοσιαλιστική Εργατική Ομοσπονδία Θεσσαλονίκης abrégé en Φεντερασιόν, turc : Selanik Sosyalist İşçi Federasyonu) est une organisation révolutionnaire, fondée dans l'Empire ottoman en 1909, qui s'efforce de réunir les travailleurs de Salonique, dans un mouvement unique. Conçue comme une fédération multiethnique, elle fut principalement une organisation du prolétariat juif, avec des positions très antisionistes. Elle est dirigée par Abraham Benaroya, juif séfarade et fondateur du Parti socialiste ouvrier de Grèce qui prendra en 1924 le nom de Parti communiste de Grèce.

## La Fédération socialiste ouvrière dans l'Empire ottoman

### La fondation sous la forme d'une fédération multiethnique
À la fois idéaliste et pragmatique, Abraham Benaroya, juif de Bulgarie, a joué un rôle prépondérant dans la création, à Salonique, en mai-juin 1909, de la Fédération socialiste ouvrière, principalement juive. Ce club des travailleurs est constitué de 100 membres. Ses principaux camarades sont des militants juifs séfarades, Albert-J. Arditti (Alberto Arditi), D. et J. Recanati Hazan, Samuel Amon (un ouvrier du tabac), des Macédoniens et des Bulgares, Angel Tomov et Dimitar Vlahov, des Grecs, Dimitri Michalis et Istiryo Nikopoulo (un autre ouvrier du tabac), et des Turcs, Salih Ben Abdi et Mehmet Nâzımî.

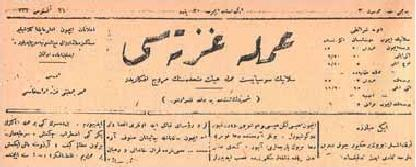
Entête du journal des travailleurs : عمل غزتسي

L'organisation a pris ce nom parce que construite sur le modèle fédératif du Parti social-démocrate d'Autriche : elle a été conçue comme une fédération de sections distinctes, chacune représentant les quatre principaux groupes ethniques de la ville : les Juifs, les Bulgares, les Grecs et les Turcs. 
La Fédération publie sa propagande dans les langues de ces quatre groupes (c'est-à-dire le judéo-espagnol pour les Juifs, le bulgare, le grec et le turc), mais dans la pratique, les deux dernières sections sont sous-représentées voire inexistantes. Le titre de la publication est Journal del Labourador (ladino), Amele Gazetesi (turc ottoman), عمل غزتسي  (turc ottoman), Εφημερίς de Εργάτου (grec). Le fondateur du journal est un Bulgare macédonien, Vasil Glavinov (en), qui ouvre dans la ville une librairie internationale. Le premier numéro du journal paraît en août 1909. Le comité de rédaction est composé de D. Lalov, H. Rousev, D. Toshev. Les sections nationales de la fédération sont imprimées en quatre langues : deux pages de bulgare (Ange Tomov), turc (Rasim Hashmet Akal), grec (I. Gasis) et ladino (Isaac Levy et Abraham Benaroya ). Les sections turque et grecque ne sont pas formées et à partir du numéro 5, figurent seulement des Bulgares et des Juifs.

### Entre légalité et illégalité

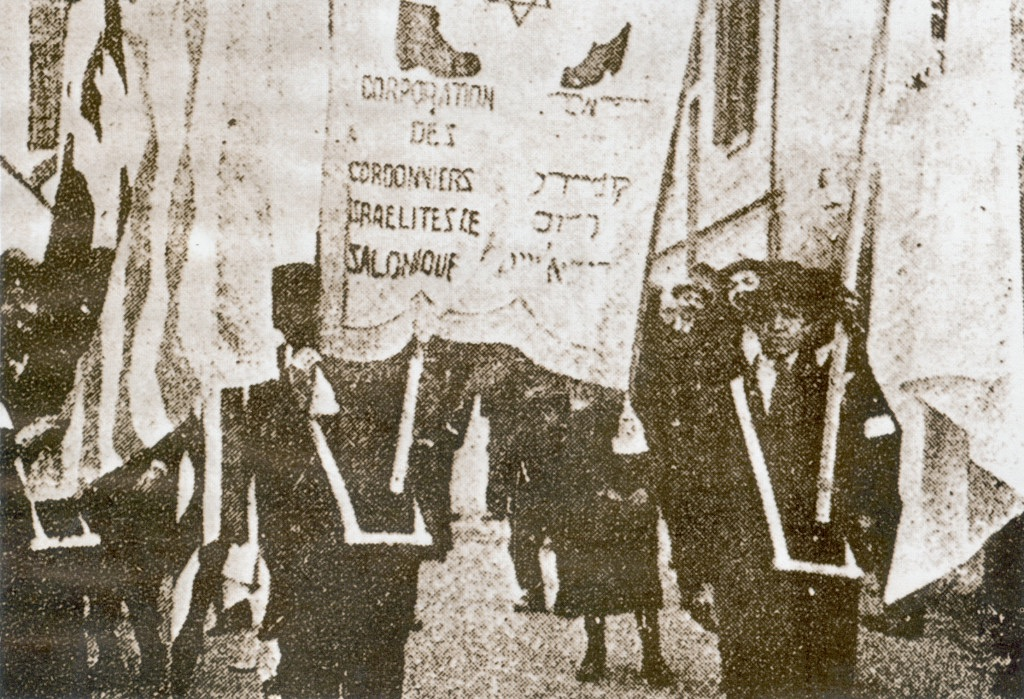
Corporation des cordonniers israélites de Salonique défilant le 1er mai 1909 organisé par la Fédération des travailleurs socialistes

La Fédération démocratique est vite devenue, sous la direction d'Abraham Benaroya, le parti socialiste le plus fort, dans l'Empire ottoman, alors que le Parti socialiste ottoman (en) est essentiellement un club intellectuel, et que les autres partis socialistes prennent la même direction que les partis nationaux, comme le Centre socialiste de Turquie de Constantinople (créé par des Grecs), le Parti social-démocrate Hentchak ou la Fédération révolutionnaire arménienne. Il crée des syndicats combatifs, attire des intellectuels importants et acquiert une solide base de soutien parmi les travailleurs macédoniens tout en cultivant des liens étroits avec la Deuxième Internationale. De 1910 à 1911, après des problèmes de censure du Journal des travailleurs, Abraham Benaroya publie son journal influent, le Obradera Solidaridad, imprimé en ladino.
En 1910, la Fédération est composée de quatorze syndicats, et en 1912 elle mobilise environ douze mille travailleurs dans des manifestations diverses.
Contrairement aux autres partis qui ont été organisés sur une base ethnique, la Fédération socialiste ouvrière a été autorisée par les autorités ottomanes, en tant que groupe intercommunautaire. Un de ses dirigeants bulgares, Dimitar Vlahov (en) (1878-1953), est élu en 1908 député dans le nouveau parlement ottoman avec le soutien du parti des Jeunes-Turcs (CUP), et réélu en 1912 avec celui du Parti socialiste ottoman. En effet, ses dirigeants soutiennent initialement les Jeunes Turcs, et Abraham Benaroya participe à la marche sur Constantinople de l'« Armée de la Liberté » pour aider à mâter la contre-révolution de 1909. Alarmés par la montée en puissance des groupes socialistes, les Jeunes-Turcs lancent ensuite une campagne de répression, au cours de laquelle Abraham Benaroya est emprisonné. Un militant socialiste turc originaire de Salonique, Şefik Hüsnü (tr) (1887-1959), crée le Parti socialiste des travailleurs et des paysans turcs le 22 septembre 1919 à Constantinople et devient en 1925 le secrétaire général du Parti communiste turc[Lequel ?].

### Une organisation antisioniste
Dans leur livre de référence sur les Juifs des Balkans, Esther Benbassa et Aron Rodrigue montrent que les socialistes internationalistes de la Fédération ont défendu la langue judéo-espagnole contre les sionistes, qui favorisent l'hébreu, et l'Alliance israélite universelle, qui favorise le français. Restant ainsi en quelque sorte plus proches du monde juif traditionnel, ils représentent une forme d'occidentalisation sans assimilation.

## La Fédération socialiste ouvrière et le mouvement ouvrier grec

### L'opposition à la Première guerre mondiale

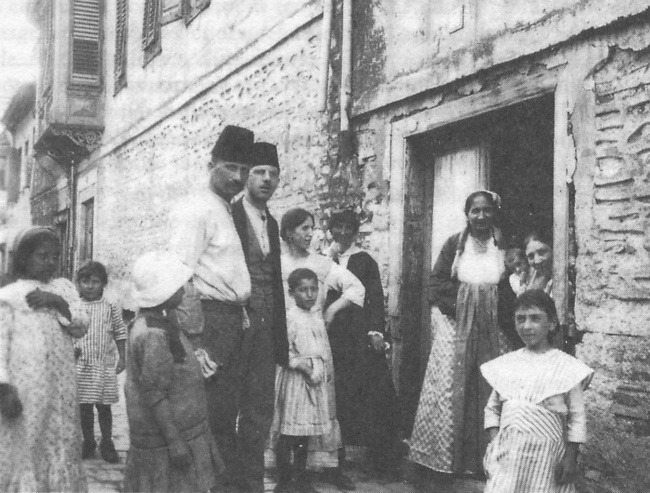
Juifs de Salonique en 1917.

À la suite de l'annexion de Salonique par la Grèce durant les guerres balkaniques, Abraham Benaroya résiste aux tentatives d'imposer des divisions ethniques dans la ville. Opposés à la Première Guerre mondiale, Abraham Benaroya et un autre dirigeant socialiste juif ont été exilés pendant deux ans et demi sur l'île de Naxos. Contrairement à la plupart des socialistes de premier plan dans la Grèce d'avant-guerre qui suivent le premier ministre Eleftherios Venizelos, Abraham Benaroya et la Fédération socialiste ouvrière de Salonique, adhèrent à des idéaux internationalistes, et se mobilisent pour la neutralité. La neutralité est alors prônée aussi par le roi Constantin Ier de Grèce, pour des raisons bien différentes (il est plus proche de l'Allemagne que des Alliés) et le roi entre en conflit avec son entourage militariste (voir Schisme national). Cette situation conduit à une perte d'influence de la Fédération socialiste ouvrière en Macédoine. Après le départ de son élément slave, la Fédération a été numériquement dominée par les Juifs.
À partir de 1915, la Fédération reprend de l'influence en raison de la réaction populaire contre la guerre. Monarchistes et vénizélistes sont réellement rejetés et la gauche se radicalise : Abraham Benaroya, en gardant son indépendance face aux deux groupes politiques établis, tourne la situation à son avantage. Lors des élections législatives de mai 1915, la Fédération fait élire deux députés représentant Thessalonique au Parlement grec, et manque de quelques voix un troisième siège. Des liens solides s'établissent avec les groupes internationalistes et les organisations de toute la Grèce ainsi qu'avec des organisations étrangères. C'est d'eux que naît plus tard le Parti socialiste ouvrier. Cependant, une autre faction socialiste, dirigée par le futur Premier ministre Alexandros Papanastasiou, a également des députés élus lors de cette élection.

### L'influence austromarxiste sur la question nationale
Papanastasiou et autres réformistes socialistes soutiennent Venizelos et son nationalisme. Par ailleurs, Abraham Benaroya et la Fédération socialiste ouvrière sont influencés par les austromarxistes comme Victor Adler, Otto Bauer et Karl Renner, qui, sensibles aux questions nationales, cherchent des façons d'utiliser le socialisme comme une force de cohésion dans l'empire des Habsbourg en décomposition ; ils élaborent des principes d'autonomie personnelle, selon lesquels la conscience nationale doit être dépolitisée et devenir une affaire personnelle. Les États modernes doivent être fondés sur la libre association et de permettre la définition de soi et l'auto-organisation des ethnies dans les affaires culturelles, tandis que le parlement mixte, représentant proportionnellement toutes les nations du royaume, doit se prononcer sur les questions économiques et politiques.
L'origine de la position fédérative de la Fédération socialiste ouvrière de Salonique peut être trouvée dans les auteurs balkaniques des Lumières, comme Rigas Velestinlis. Pour elle, la paix à venir doit exclure toute modification des frontières et tout transfert de population. Le Parti socialiste des travailleurs, créé par l'initiative d'Abraham Benaroya, à la fin de la Première Guerre mondiale, suit de près les thèses de la Fédération sur l'autodétermination nationale, et veut transformer l'État grec en une fédération de provinces autonomes qui sauvegarde les droits des minorités et qui participerait à une république fédérative des peuples balkaniques.

### La dissolution dans le Parti socialiste, puis dans le Parti communiste de Grèce
Après un rapprochement historique avec Venizelos, les capacités tactiques de Benaroya permettent la naissance du Parti socialiste ouvrier de Grèce (SEKE, grec moderne : Σοσιαλιστικό Εργατικό Κόμμα Ελλάδας, Sosialistiko Ergatiko Komma Elladas), le 4 novembre 1918 et la Confédération générale des travailleurs grecs. La Fédération socialiste ouvrière de Salonique se fond dans cet ensemble unifié. Subsiste le Centre du Travail de Salonique, autre création de Benaroya, qui réunit plus de douze mille travailleurs de toutes nationalités, en grande partie juifs, qui devient le centre du socialisme radical à Salonique.
Après la grève générale de 1919, la radicalisation se poursuit et le KKE (Parti communiste de Grèce) naît, avec l'appui d'Abraham Benaroya et de sa base salonicienne, et s'affilie à la Troisième Internationale. Cependant, une partie des socialistes du SEKE s'opposent à l'entrée du Parti au sein de l'Internationale communiste et finissent par quitter le SEKE. En 1920, ils fondent le Parti socialiste de Grèce qui sera, jusqu'en 1953 (date de sa disparition et de sa fusion au sein , l'autre grand parti socialiste aux côtés du Parti communiste.